# Sybra cana
Sybra cana là một loài bọ cánh cứng trong họ Cerambycidae.